# Hallo Spencer
Hallo Spencer ist eine deutsche Puppenspielserie mit Klappmaulfiguren, die von 1979 bis 2001 vom NDR produziert wurde. Insgesamt entstanden 275 Folgen (darunter eine unvollendete) und mindestens 16 Sonderausgaben, die im Ersten, den Dritten Programmen und auf dem KiKA ausgestrahlt wurden. Mitte der 1990er Jahre lief die Serie auch auf dem kommerziellen Sender Nickelodeon, später auf dem Bezahl-Fernsehsender Premiere und ab 2009 bei Arte. Zuletzt war sie im März 2011 im NDR Fernsehen zu sehen.

## Handlung und Konzept
Die Akteure in Hallo Spencer sind verschiedene menschliche wie anthropomorphe durch Puppen dargestellte Figuren. Die meisten haben dabei nicht nur einen eigenen Charakter, sondern eine feste Rolle im Gemeinschaftsgefüge, der namensgebende Spencer ist Moderator der Sendung, der Bücherwurm Lexi ein Bibliothekar, drei Charaktere bilden zusammen die Band „Quietschbeus“. Andere, wie der Drache Poldi, haben allerdings keine weitere Aufgabe. Die meisten der Hauptfiguren leben gemeinsam in einem kreisförmig angelegten Ort namens Spencerdorf. In einem Großteil der Folgen wird eine Geschichte aus dem Dorf erzählt. Diese zeichnen sich durch Humor, aber auch durch für Kinderserien typische pädagogische Inhalte aus (wie z. B. in Folge 3 Mal oben, mal unten). Immer wiederkehrende Elemente sind die Lieder der Quietschbeus, Poldis Fresssucht („Ich will dir fressen!“), Lexis Besserwisserei, Nepomuks Griesgrämigkeit, Kasimirs selbstlose Gutmütigkeit und andere Eigenschaften der Dorfbewohner. Die Hauptfiguren stellen Identifikationsangebote für Zuschauer unterschiedlichen Alters dar.
Es gibt auch einige andere „Typen“ von Folgen. In einigen Folgen werden Geschichten von Max und Molly erzählt. In anderen Folgen erzählt/zeigt Spencer im Studio Filme bzw. Geschichten (Folgen 63, 64, 95 bis 97 und 109 bis 114). Eine Reihe von Folgen spielen außerdem in der Stadt, in welcher Spencer wohnt. Teilweise erzählt Spencer auch hier selbst Geschichten. Spätere Folgen spielen in der Jungdrachenschule, die Poldi besucht.
Ab der 1995er Staffel, bzw. Folge 238 (Die Überraschung) verabschiedete sich Hallo Spencer endgültig vom Prinzip der klassischen Runddorffolgen. Die Folgen 238 bis 249 sind sogenannte Magazinfolgen. Die Folgen 250 bis 275 spielen in der Puppenwerkstatt bzw. im Plastikstudio und bestehen neben der Rahmengeschichte aus zahlreichen Einspielfilmen.
Die einzelnen Folgen sind dabei, mit ein paar Ausnahmen, inhaltlich nicht zusammenhängend, die Figuren werden also nicht älter, und Ereignisse in einzelnen Episoden bringen meistens keine dauerhafte Veränderung der Umgebung mit sich.
Allerdings machen sich bei einigen Charakteren deutliche Wandlungen im Laufe der Produktionsjahre bemerkbar:
- Poldi – Der Jungdrache wirkt in den ersten Folgen häufig unreif und relativ aggressiv; er wird daher von den meisten Dorfbewohnern in aller Regel gemieden. Später ist er freundlicher und verantwortungsbewusster. In einer Folge lernt er, dass es „Ich will dich fressen“, statt „Ich will dir fressen“, heißt, benutzt aber weiter die falsche Form, damit er verbessert wird und so ins Gespräch kommt.
- Kasimir – Sein Charakter veränderte sich mit einem Puppenspielerwechsel; in den späteren Folgen, in denen ihm Martin Leßmann seine Stimme lieh, lässt er sich weniger gefallen, wird selbstbewusster und stellt andererseits seine Moralvorstellungen offensiver heraus.
- Lexi – Er verliebt sich in Folge 53 (Lexis große Liebe) in Lisa; eines der wenigen Vorkommnisse, die deutlichen Einfluss über eine einzelne Folge hinaus besitzen.
- Karl-Heinz – Er bekam mit der Spielerin Maria Happel einen ausgeprägten hessischen Dialekt verpasst, den ihre Nachfolgerin Karime Vakilzadeh weiterentwickelte und das Auftreten des Bandleaders entsprechend verändert hat.
- Lulu – In der ersten Staffel ist sie sehr naiv, weiß zum Beispiel nicht einmal, dass Eiszapfen im warmen Zimmer schmelzen. Ab Folge 8 (Zu früh – zu spät) wird sie dann allmählich reifer und erwachsener.

## Hintergrund
Die Serie wurde 1978 von den NDR-Redakteuren Angelika Paetow und Winfried Debertin erdacht. Debertin hat dazu die Figuren entwickelt und in seiner Werkstatt gebaut. Die Regie der ersten Folgen führten Peter Podehl und Armin Maiwald, der auch Spencers Begrüßungsspruch: „Hallo, liebe Leute, von A bis Z, von 1 bis 100, von Norden bis Süden, von Osten bis Westen, da bin ich wieder, euer lieber guter alter Spencer!“ entwickelte. Maiwald zog sich nach Fertigstellung der zweiten Staffel von der Produktion zurück. Die Regie blieb hauptsächlich in den Händen von Peter Podehl, der auch den Großteil der Drehbücher (etwa 200) schrieb. In einigen Folgen führte außerdem Christoph Busse Regie.
Das Dorf ist ringförmig angelegt, mit folgender Ordnung (im Uhrzeigersinn): Spencers Studio – Lexis Pilz – Schloss Nepomukhausen – Kasimirs Kastanie – Poldis Krater (bzw. Kraterlandschaft) – Das Hausboot der Zwillinge – Kreuzung mit Wegweiser – Eisenbahnwagen von Elvis und Lulu – Showdeko/Studio der Quietschbeus.
Wegen des Todes von Kasimir-Puppenspieler Herbert Langemann blieb die Folge Kasi braucht Hilfe (Folge 87) unvollendet und wurde nicht gesendet.
Am 7. September 2001 wurde die bisher letzte Folge (275. Poldi und Mucki) auf KiKA ausgestrahlt.
Zum 25. Jubiläum 2004 wurden die Originalkulissen in den Heide-Park Soltau verlegt. Dort wurden durch Audio-Animatronics in der Spencer-Show neue Geschichten rund um das Runddorf aufgeführt. Nach der Vorführung fuhren die Figuren in ihre Ausgangspositionen zurück, bis zu drei Shows pro Stunde waren möglich. Rund 2,5 Millionen Euro kostete die Entwicklung und der Aufbau der Attraktion. Ursprünglich sollten dort auch neue Folgen aufgezeichnet werden, dies konnte jedoch nicht realisiert werden. Mit Ablauf der Lizenz wurde die Show eingestellt und in dem Gebäude zum Saisonstart 2017 eine andere Show eröffnet (Ghostbusters 5D). Die mechanischen Audio-Animatronic-Nachbildungen der Originalfiguren wurden genau wie die originalen Kulissen danach mehrere Jahre in der ehemaligen Diskothek MicMac in Moisburg im Landkreis Harburg gelagert, wo sie infolge mehrerer Einbrüche zwischen 2021 und 2022 entwendet wurden.

## Vorspann
Das Intro der Serie ist eine kreative Kollage, präsentiert von einer roten und einer blauen Knetgummifigur, den sogenannten „Plonsters“, die in der Serie ansonsten weder auftreten noch genannt werden. In den verschiedenen Bildkollagen werden auch fast alle Hauptakteure der Serie abgebildet. Die Szene wurde mit Stop-Motion-Technik abgedreht.
Musikalisch begleitet wird die Introduktion von jazziger Musik im Shufflerhythmus, gespielt von einem Jazzorchester. Nach den Tutti-Bläsern, Klavier, Akkordeon, Schlagzeug und Bass fällt die markante Posaunenmelodie besonders auf, welche mit bestimmten Techniken, wie Growls, Shakes und Glissandi, aber auch dem aufgesetzten Dämpfer einen besonders rauen und schrillen Klang bekommt.
Ab Folge 75 wird ein neuer Vor- und Abspann verwendet, allerdings noch immer mit den bekannten Knetfiguren. Es war eine Anregung von Peter Podehl, dass im Abspann nun auch die Mitwirkenden genannt werden.

## Die Serie im Ausland
Die Auslandsrechte an Hallo Spencer wurden 1989 von NDR International an Haim Saban verkauft. Die Serie läuft seitdem u. a. in den USA, in der Volksrepublik China, in Spanien, Portugal, Singapur, Malaysia, Australien, Neuseeland, Griechenland, Belarus, im Vereinigten Königreich, Dänemark, Norwegen, Schweden und den Niederlanden.
Die US-amerikanische Fassung unter dem Titel The Hallo Spencer Show wurde stark bearbeitet. Die Folgen sind rund 7 Minuten kürzer und enthalten am Ende ein Lied, in dem die Handlung der Folge nochmal in einem Sprechgesang zusammengefasst wird. Damit die US-amerikanischen Zuschauer sich nicht über das Schild Hallo Spencer im Studio wundern, bekam Spencer den Vornamen Hallo. Auch einige andere Namen wurden geändert. So wurde Elvis in „Elmar“, Nepomuk in „Grumpowsky“ (Kurzform „Grumpy“) und die Quietschbeus in „The Screech Boys“ umbenannt. Spencerdorf wurde zu Spencerville. Da es schon ein Spencerville in Ohio gibt, wurde die Handlung dorthin verlegt.
Für die Ausstrahlung auf Arte wurden 26 Episoden erstmals französisch synchronisiert. Die 2009 erstausgestrahlte französische Fassung nennt sich Salut Spencer und alle Namen der Dorfbewohner wurden weitestgehend im Original gehalten. Nur Nepomuk erhielt eine andere Anrede, nämlich „Monsieur de la Grande“.

## Figuren

### Dorfbewohner

#### Spencer
Spencer ist Protagonist und Moderator seiner eigenen Sendung. Zusätzlich ist er Bürgermeister des Spencerdorfes. Scheint er zu Beginn der Serie noch außerhalb des Dorfes zu wohnen (Folge 8: er kommt erst nach Elvis von „zu Hause“ ins Studio; Folge 12: Spencer berichtet von seinen Nachbarn – alles Hinweise darauf, dass er zur Arbeit pendelt), ist er während der 1988/89er Staffel (Folgen 115–128) vorübergehend obdachlos (Folge 115: Man sieht Spencer im Studio schlafen, Folge 127: Spencer putzt sich ebenda die Zähne). Seit den Folgen aus der Hallerstraße wohnt Spencer anscheinend wieder in der Stadt, ab Folge 130 (Die Sommerparty) zeigt er sich auch in seinem dortigen Wohnzimmer.
Spencer überwacht das Runddorf mit seinem Monitor. Wichtige Attribute sind sein blauer Sessel, die Rohrpost, das Visophon, mit dem er einzelne Dorfbewohner oder auch alle zusammen als Konferenzschaltung kontaktieren kann und sein braun kariertes Sakko samt passender Schiebermütze. Er ist der einzige Charakter, der in jeder Folge die Vierte Wand durchbricht und direkt zu den Zuschauern spricht, die übrigen Figuren wenden sich nur sehr selten dem Publikum zu (Ausnahme ist Elvis, der die Zuschauer häufig vom Studio aus begrüßt und/oder verabschiedet). Eine besondere Fertigkeit, die ihn in der Serie unabdingbar macht, ist sein Fingerschnipp, mit dem er in der Lage ist, zu jedem beliebigen Schauplatz im Dorf zu schalten. Als er etwa krankheitsbedingt durch Elvis vertreten werden muss, erreicht dieser einen Szenewechsel nur, indem er auf den Schreibtisch haut und dabei „Fingerschnipp“ ruft. Ein anderes Mal spielt er gar eine Videoaufzeichnung von Spencers Fingerschnipp ab.
Spencer hat (wie Nepomuk, Poldi und die frühe Lulu) Arme, in denen die Arme eines weiteren Puppenspielers stecken und somit bewegliche Hände und Finger und nicht solche, die mit einem angebrachten Stab geführt werden, wie bei den meisten anderen Puppen.
- Sprecher: Joachim Hall; Hände: Jürgen Meuter († 2024)

#### Elvis
Seit der zweiten Staffel (Folge 6: Viele Wünsche) als Spencers Assistent tätig, wird Elvis oft zu Botendiensten, Meinungsumfragen oder um Fehler zu korrigieren oder durchzuführen, vorgeschickt. Mit seinem Karteikasten nimmt er nebenbei die Funktion des Einwohnermeldeamtes wahr. Elvis ist bisweilen simpel, versteht Zusammenhänge oft langsam bis gar nicht, weshalb er zu Jähzorn und auch Eifersucht neigt. In Folgen, in denen Märchen, Sagen oder Opern nachgestellt werden, wird ihm daher häufig die Rolle des Nebenbuhlers oder sogar des bösen Charakters zugeteilt. Seit der ersten Max-und-Molly-Staffel (Folgen 60–64) ist Elvis als leidenschaftlicher Videothekar bekannt, auf seine große Sammlung wird auch in späteren Folgen zurückgegriffen.
Elvis wohnt in der ersten Staffel mit seiner Freundin Lulu und deren Schwester Peggy in einer Drei-Zimmer-Wohnung in einer wohl nahegelegenen Stadt, danach mit Lulu in einem stillgelegten Eisenbahnwagen, dem Traumexpress.
Elvis’ Hobby ist die Pflege und Hege von Kakteen.
- Sprecher: Wilhelm Helmrich (Folgen 1 bis 187; 1979–1991), Matthias Hirth (Folgen 188 bis 249; 1992–1995)

#### Lulu
Lulu wohnt mit Elvis im Eisenbahnwagen Traumexpress. Sie hat einen Erfindergeist, ist modebewusst und hat schon eine eigene Kollektion entworfen.
Lulu hatte in der ersten Staffel (wie Spencer, Nepomuk und Poldi) Arme, in denen die Arme eines weiteren Puppenspielers stecken und somit bewegliche Hände und Finger und nicht solche, die mit einem angebrachten Stab geführt werden, wie bei den meisten anderen Puppen. Außerdem hatte sie in diesen Folgen noch keine Nase, beides änderte sich ab der zweiten Staffel.
- Sprecherin: Maria Ilic

#### Nepomuk
Nepomuk, ein verschrobener Bildhauer und Maler von adligem Geblüt (durch Lexi anhand genealogischer Studien bewiesen), wohnt auf Schloss Nepomukhausen. Seinen vollen Namen – Nepomuk XXIII. – sucht er zwar zu verheimlichen, den Spitznamen Nepi wiederum gestattet er ausschließlich seinem Freund und Nachbarn Kasimir. Nennen die übrigen Dorfbewohner ihn so, quittiert er stets mit kräftigem Organ „Wie heiß ich?“ – „Nepomuk.“ – „Na bitte, geht doch!“.
Er ist ein sturer, doch zuverlässiger Charakter.
Nepomuk hat (wie Spencer, Poldi und die frühe Lulu) Arme, in denen die Arme eines weiteren Puppenspielers stecken und somit bewegliche Hände und Finger und nicht solche, die mit einem angebrachten Stab geführt werden, wie bei den meisten anderen Puppen.
- Sprecher: Horst Lateika

#### Kasimir
Kasimir (meist Kasi) wohnt in einer Kastanie mit Fahrstuhl (die Wohnung, eine Art Baumhaus, wird nie gezeigt), ist der engste Freund von Nepomuk und hat eine Verbindung zu Galaktika. Er ist hilfsbereit bis aufopfernd, erledigt gern und unentgeltlich kommunale Aufgaben, wie Müllentsorgung, Postzustellung, leistet bei Bedarf Katastrophenschutz u. a.
Diese bescheidene Gutmütigkeit wird zum Teil von den Dorfbewohnern ausgenutzt. Seine spärliche Freizeit verbringt er gern mit dem Reinigen seines geliebten Kastaniengrills. Er kann weder lesen noch schreiben, gibt jedoch in einer Folge an, beides zu lernen.
- Sprecher: Eva Behrmann, Herbert Langemann, Maria Happel, Martin Leßmann

#### Poldi
Der Jungdrache Poldi wohnt im geologisch aktivsten Teil des Dorfes in einem Vulkankrater. Obwohl er jedem Passanten mit dessen Verzehr droht, scheitert er stets am Akkusativ: Sein „Ich bin Poldi, der schönste Jungdrache der Welt, huaaa, und ich will dir fressen!“ wird stets korrigiert, was seiner Bedrohung die Seriosität nimmt.
Poldi besucht die Jungdrachenschule, von wo er von seinem Schwarm Pummelzacken berichtet.
Poldi hat (wie Spencer, Nepomuk und die frühe Lulu) Arme, in denen die Arme eines weiteren Puppenspielers stecken und somit bewegliche Hände und Finger und nicht solche, die mit einem angebrachten Stab geführt werden, wie bei den meisten anderen Puppen.
- Sprecher: Friedrich Wollweber

#### Lexi
Der Intellektuelle unter den Dorfbewohnern lebt mit seiner Bibliothek in einer Art Pilzhaus, wo er – noch auf der Schreibmaschine – an seiner Lebensaufgabe, einer Lexiklopädie arbeitet. Da er seinen Nachbarn geistig überlegen ist, stellt er eine wertvolle Instanz in allen Wissensfragen, bei denen die Anderen überfordert sind, dar, langweilt sie aber oft durch Weitschweifigkeit und oft überhebliche Lexik.
Er fühlt sich – bisweilen verliebt – zu Lisa hingezogen und streitet sich – jedoch selten ernsthaft – mit Nachbarn Nepomuk XXIII. der ihn schon mal „Ringelwurm“ nennt.
- Sprecher: Lorenz Claussen, Matthias Hirth, Joachim Hall

#### Quietschbeus
Die Quietschbeus sind die Band im Runddorf und bestehen aus dem Bandleader Karl-Heinz (grüne Nase, rotes Haar; Keyboard), Karl-Otto (blaue Nase, blondes Haar; Gitarre) und Karl-Gustav (rote Nase, braunes Haar; Schlagzeug und Saxophon). In jeder Folge singen die Quietschbeus ein zum jeweiligen Thema passendes Lied. Karl-Heinz hat später einen hessischen Dialekt bekommen und hat laut eigener Aussage schon Musik gemacht, noch bevor Karl-Gustav und Karl-Otto wussten, wie dieses Wort überhaupt geschrieben wird (Folge  Der Stuhl vor der Tür). Karl-Gustav fällt es schwer, Entscheidungen zu treffen („Also, einerseits … – aber andererseits …“). Karl-Otto, des Dorfes bester Tenor, stottert beim Sprechen, aber laut eigener Aussage nie beim Singen; allerdings gibt es mindestens eine Folge, in der er beim Singen stottert (z. B. Folge Mensch, Lulu!). Sie wohnen in ihrer eigenen Showdeko die direkt an Spencers Studio angrenzt und nur durch einen silbernen Vorhang von diesem getrennt ist. Durch ein Fenster ist der Eisenbahnwagen zu sehen. In späteren Folgen wurde der Wohnbereich der Quietschbeus um ein Studio erweitert. In einer Folge taucht auch Karl-Opa auf. Die Quietschbeus fahren gerne mit ihrem Motorrad (eine Spezialanfertigung für drei Leute) durchs Dorf. Der Name der Band ist eine Anspielung auf die Beach Boys und Joseph Beuys.
- Spieler und Sprecher Karl-Heinz: Petra Zieser, Karime Vakilzadeh, Eva Behrmann, Maria Happel
- Spieler und Sprecher Karl-Gustav: Lorenz Claussen, Klaus Naeve
- Spieler und Sprecher Karl-Otto: Jürgen Meuter († 2024)[11], Matthias Hirth, Fred Bräutigam, Lothar Kreutzer

#### Die Zwillinge
Die Zwillinge sind Mona (zwei Zöpfe) und Lisa (Pferdeschwanz). Sie wohnen in einem Hausboot und streiten sich andauernd darum, wer die Attraktivere von beiden sei. Die Figuren tauchten erst in der zweiten Staffel auf. Running Gag ist, dass beide von den anderen Dorfbewohnern oft miteinander verwechselt werden, dabei haben sie verschiedene Stimmen und zudem unterschiedliche Charaktere (Lisa ist offener, Mona dagegen ist oft ziemlich zickig).
- Sprecherin Mona: Petra Zieser, Sabine Steincke, Karime Vakilzadeh
- Sprecherin Lisa: Eva Behrmann

#### Galaktika
Galaktika ist die gute Fee, die in Notlagen von den Dorfbewohnern durch einen Reim herbeigesungen wird: „Wir rufen Dich, Galaktika / vom fernen Stern Andromeda.“ Die darauffolgenden Zeilen beziehen sich jeweils auf die Situation, zu deren Hilfe Galaktika gerufen wird. Oft bringen die Bewohner all ihr Improvisationstalent auf, eine komplizierte Sachlage in Reime zu fassen. Nur Nepomuk kann gelegentlich mit ihr nichts anfangen und murmelt, wenn sie gerufen wird, „die andromedanische Hupfdohle“ oder nennt sie „Fledermaus“.
Galaktika, angeblich aus dem Sternensystem Andromeda stammend, erscheint meist unverzüglich in einem kleinen Shuttle in Form eines Kristalls/Diamanten und löst vorliegende Probleme quasi als Deus ex machina. Bisweilen verweist sie aber auf „andromedanische Gesetze“, die ihr in einigen Fällen die Hilfe untersagen und ermutigt die Dorfbewohner zur Selbsthilfe. Sie ist von großmütigem, mildem Charakter und stört sich nicht daran, Gali genannt zu werden.
- Sprecherin: Maria Ilic

#### Nero
Der nach dem römischen Kaiser (37–68) benannte Antagonist zur guten Fee Galaktika, zu Beginn der Sendung auch nur Schwarzer Unhold genannt, wurde 1982 als regelmäßige Figur aus der Serie entfernt, da er den jüngeren Zuschauern nicht behagte. Er hatte nach Folge 25 (Schneewittchen) lediglich noch zwei Gastauftritte in den Folgen 43 (Maskenball) und 107 (Wer quatscht denn da dauernd dazwischen?). Mitunter fanden es Zuschauer verstörend, dass die Dorfbewohner Nero oft nicht sahen, obwohl er lachend vor ihren Augen agierte.
Insgesamt kommt Nero lediglich in den Folgen 6 bis 9, 11 bis 13, 15, 17, 19, 21 bis 23, 25, 43 und 107 vor. In Folge 273 (Ich fühl' mich wie ein König) ist er zwar auch zu sehen, allerdings handelt es sich dabei um Ausschnitte aus Folge 25.
- Sprecher: Wilhelm Helmrich, Friedrich Wollweber, Matthias Hirth

#### Peggy
Peggy ist Lulus Schwester, die nur in der ersten Staffel vorkam.
- Sprecherin: Petra Zieser und andere.

### Jungdrachenschüler

#### Pummelzacken
Pummelzacken ist die Freundin von Poldi. Ihr Grünton ist etwas heller als seiner und die Dornfortsätze auf ihrem Rücken sind rosafarben. Sie taucht in einigen Folgen im Dorf und in der Jungdrachenschule auf.
- Sprecherin: Sabine Steincke

#### Pik Sieben und Karo As
Pik Sieben und Karo As sind zwei Schulkameraden auf Poldis Jungdrachenschule. In den Folgen 207 bis 211 zeigt sich, dass sie aber nicht mit ihm befreundet sind.

### Stadtbewohner
In der Stadt wohnen unter anderem Zacharias Zuckerguss, der Bäcker, Susanne Sonnenschein sowie Ernst und Ulrich.
- Sprecher Zacharias Zuckerguss: Lothar Kreutzer
- Sprecherin Susanne Sonnenschein: Eva Behrmann, Sabine Steincke

### Weitere Figuren

#### Max und Molly
Max ist ein Pinguin und Molly ein Känguru. Ihr Fortbewegungsmittel ist das Bananamobil. Sie leben auf einer Insel. In den Folgen 60 bis 62 und 88 bis 94 wurde über ihre Abenteuer berichtet. Später bekamen sie ihre eigene Zeichentrickserie.
- Sprecher Max: Martin Leßmann
- Sprecherin Molly: Karime Vakilzadeh

#### Egidius Soltanelle
Egidius schloss mit den Dorfbewohnern erstmals Bekanntschaft, als er im Spencerdorf nach einer gestohlenen Palette mit Rollschuhen fahndete. Seither taucht der Kriminalpolizist mit Bausparvertrag gelegentlich als Beamter im Dorf auf. Er gefällt Lulu.
- Sprecher: Lorenz Claussen, Wilhelm Helmrich

#### Moritz
Moritz feierte seinen Einstand 1999 beim 20. Geburtstag der Serie. Nach seiner ersten Staffel in der Puppenwerkstatt übernimmt er in der 2001er Staffel die Rolle des rasenden Reporters und berichtet von seinen Außendrehs.
- Sprecher und Spieler: Martin Leßmann

#### Die kugelrunde Kugelgunde
Sie ist Hauptdarstellerin in Folge 125 (Der blinde Passagier). Sie hat Ähnlichkeit mit Galaktika, stammt jedoch nicht vom „fernen Stern Andromeda“, sondern ist ein „Sternenkind“ aus dem Sternenhaufen Coma Berenices.
- Sprecherin: Andrea Bongers und andere.

#### Elmar
Er ist der Vetter von Elvis, der diesem zum Verwechseln ähnlich sieht. Er wohnt in der Stadt und kommt in Folge 151 (Hasen jagen, Haken schlagen) vor.

#### Madame
Madame ist eine alte Freundin von Nepomuk aus Frankreich, die diesen in Folge 194 (Nepi kriegt Besuch) besucht.
- Sprecherin: Sabine Steincke

#### Wladimir
Der alte Freund von Spencer kommt ihn im modernen Studio besuchen und ist in den Folgen 246, 247 und 248 (Das Wiedersehen, Warum immer Wladimir?, Wahre Freundschaft) Hauptdarsteller.
- Sprecher: Lothar Kreutzer

#### Mucki
Mucki ist ein Drachenfreund von Poldi, der in der 275. und bislang letzten Folge (Poldi und Mucki) auftaucht.

#### Sylvester
Sylvester ist Spencers Vetter aus Amerika, der das erste Mal in der „Stadtfolge“ Hasen jagen, Haken schlagen (Folge 151) einen ganz kurzen Auftritt hat. Spencers Verwandter, der zwar kein gutes Verhältnis zu Spencer hat, dies jedoch sehr bedauert, kommt auch in den Hallerstraßen-Folgen 158 (Hilfe, Post von Vetter Sylvester) und 185 (Das war doch nur Spaß) vor.
- Sprecher: Joachim Hall

#### Die Knubbels
Die Knubbels leben auf einer Insel im Meer und schenken Max und Molly das Bananamobil. Die sieben Insulaner haben alle verschiedene Hobbys: MacZahl (Joachim Hall) liebt das Zählen, Buchstabine (Sabine Steincke) kann schreiben und lesen, Elli Formelli (Eva Behrmann) mag Formen, Miss Ton (Karime Vakilzadeh) singt und macht Musik, Hampelix (Wilhelm Helmrich) zappelt und ist unstet, Marcel Paletti (Lorenz Claussen) ist der hiesige Künstler und Protzikowski (Klaus Naeve) ein Aufschneider der ersten Stunde. Die Geschichten der Knubbels werden als Einspieler in den Max-und-Molly-Episoden gezeigt.

## DVD
Am 30. April 2009 erschienen die ersten 36 Folgen auf DVD. Am 30. November 2012 folgte eine weitere Veröffentlichung mit weiteren 36 Folgen aus dem Bereich der 37. und 108. Folge (wobei etliche ausgelassen wurden und die enthaltenen nicht chronologisch geordnet sind). Die dritte Veröffentlichung erschien am 20. November 2020 (aus lizenzrechtlichen Gründen sind auf dieser die Folgen 120, 121, 124 und 127 nicht enthalten). Die restlichen Folgen wurden bisher (Stand 09/2022) noch nicht veröffentlicht. Lediglich eine Fan-Box mit sechs DVDs, auf der sich die 38 zwischen 1995 und 2001 von PentaTV produzierten Folgen neuerer Zeit befinden, ist seit dem 23. November 2007 auf dem Markt.
Insgesamt sind von den 275 Folgen damit 146 auf DVD veröffentlicht worden.

## Comic
1989 erschienen zum zehnjährigen Bestehen der Serie zehn Hallo-Spencer-Comichefte. Einige der Geschichten wurden später auch in der Fernsehserie verwendet. Enthalten waren in den Heften auch andere Kindergeschichten sowie einige Extras.

## Hörspiele
Außerdem erschienen auf 13 Hörspielkassetten insgesamt 26 Episoden von Hallo Spencer, die vom Label Europa in teilweise gekürzter Form herausgebracht wurden.

## Show im Heidepark Soltau
Vom 2. Juni 2004 bis zum 10. Juli 2016 existierte das Hallo-Spencer-Studio im Heidepark Soltau. Mittels 19 eigens entwickelten Animatronics in Gestalt von Handpuppen, die über ein Druckluftsystem automatisch bewegt werden konnten, wurde eine Geschichte erzählt. Das aufgebaute Runddorf bestand tatsächlich aus den Originalkulissen der Sendung, die sich im Besitz von Winfried Debertin befanden.
Im Februar 2023 berichtete eine Kreiszeitung, dass die Figuren aus der Show auf dem Gelände des Todtglüsinger Sportvereins entsorgt wurden. Es sei allerdings nicht klar, wie diese dort überhaupt hingekommen seien. Später stellte sich jedoch heraus, dass die Figuren offenbar von jungen Leuten aus Übermut oder aus einem Alkoholkonsum heraus aus ihrem Lager entfernt und beschädigt wurden. Eine der drei Figuren wurde von Spaziergängern entdeckt. Winfried Debertin stellte daraufhin unmissverständlich klar, dass er diesen wichtigen Teil seines Lebenswerks niemals so behandeln würde. Außerdem müssen die Diebe mehrere Personen gewesen sein, da eine Figur mit Sockel 1,20 Meter hoch und 60–80 Kilogramm schwer sei. Zudem lägen die Originalfiguren sicher an einem geheimen Ort, sodass Kinoaktivitäten nach wie vor möglich seien.

## Folgen
Alle Folgen der Serie werden hier aufgeführt.
Bei der Episodenart gibt es verschiedene, welche hier aufgeführt werden:
- Pilotfolge: in diesen sehr frühen Folgen der ersten Staffel wurde noch an dem Konzept der Serie gearbeitet, so dass diese im Vergleich zu den späteren Folgen noch sehr improvisiert wirken.
- Runddorf: die klassischen Folgen der Serie, welche in dem Runddorf mit seinen Einwohnern spielen. Diese Folgen – 166 an der Zahl – stellen den Kern der Serie dar.
- Max und Molly: Folgen, in welchen Max und Molly die Hauptrolle innehaben. Spencer und die Dorfbewohner kommen, wenn überhaupt, nur am Rande vor.
- Geschichte: Spencer erzählt entweder aus dem Studio oder aus seiner Wohnung unter anderem mit Bildern illustrierte Geschichten. Neben Spencer taucht oft dann nur noch Elvis zusätzlich auf.
- Stadt: die Handlung spielt in der benachbarten Stadt, aber die Figuren aus dem Runddorf tauchen sporadisch auf.
- Jungdrachenschule: Poldis Abenteuer in der titelgebenden Schule.
- Magazin: das Runddorf existiert nicht mehr und Spencer moderiert ein Magazin aus einem neuen Studio.
- Puppenwerkstatt: Magazinfolgen, die in der titelgebenden Puppenwerkstatt spielen.
- Plastikstudio: Magazinfolgen mit vielen Einspielfilmen und Spencer in einer imitierten Studiokulisse.

### Staffel 1, 1979, Folgen 1–5 (Runddorf-Folgen)
| Nr. | Episodentitel       | Episodenart | Heimvideo | Inhalt / Bemerkungen                                                                                                 |
| --- | ------------------- | ----------- | --------- | --- |
| 1   | Das Frühstücksei    | Pilotfolge  | DVD-Box 1 | Die allererste Folge. Auffällig sind die Einspielfilme mit menschlichen Schauspielern.                               |
| 2   | Jahreszeiten        | Pilotfolge  | DVD-Box 1 | Die erste Folge, bei der die Qietschbeus eine eigenständige Gesangsnummer haben. Diese fehlt auf der DVD allerdings. |
| 3   | Mal oben, mal unten | Pilotfolge  | DVD-Box 1 | |
| 4   | Lexi und die Bohne  | Pilotfolge  | DVD-Box 1 | |
| 5   | Ritter Spencer      | Pilotfolge  | DVD-Box 1 | |

### Staffel 2, 1980, Folgen 6–15 (Runddorf-Folgen)
| Nr. | Episodentitel           | Episodenart | Heimvideo | Inhalt / Bemerkungen |
| --- | ----------------------- | ----------- | --------- | --- |
| 6   | Viele Wünsche           | Runddorf    | DVD-Box 1 | Im Vergleich zur ersten Staffel beginnt das Runddorf hier, Gestalt anzunehmen. Diese Folge ist der erste Auftritt von Nero. |
| 7   | Gummibärchen-Transporte | Runddorf    | DVD-Box 1 | |
| 8   | Zu früh – zu spät       | Runddorf    | DVD-Box 1 | |
| 9   | Die Badewanne           | Runddorf    | DVD-Box 1 | |
| 10  | Großes Aufräumen        | Runddorf    | DVD-Box 1 | |
| 11  | Das Bett                | Runddorf    | DVD-Box 1 | Auf der DVD fehlt die letzte Szene im Eisenbahnwagon.                                                                       |
| 12  | Spencer ist heiser      | Runddorf    | DVD-Box 1 | |
| 13  | Der Baumstamm           | Runddorf    | DVD-Box 1 | |
| 14  | Einsamkeit              | Runddorf    | DVD-Box 1 | |
| 15  | Sylvester               | Runddorf    | DVD-Box 1 | |

### Staffel 3, 1981, Folgen 16–25 (Runddorf-Folgen)
| Nr. | Episodentitel            | Episodenart | Heimvideo | Inhalt / Bemerkungen |
| --- | ------------------------ | ----------- | --------- | --- |
| 16  | Das Gerücht              | Runddorf    | DVD-Box 1 | |
| 17  | Gesundheit               | Runddorf    | DVD-Box 1 | |
| 18  | Spencer-Tours            | Runddorf    | DVD-Box 1 | Auf der DVD ist Spencers Verabschiedung gekürzt. |
| 19  | Drachengift              | Runddorf    | DVD-Box 1 | |
| 20  | Mutter Natur             | Runddorf    | DVD-Box 1 | |
| 21  | Galy und die Katastrophe | Runddorf    | DVD-Box 1 | |
| 22  | Die Erfindermesse        | Runddorf    | DVD-Box 1 | |
| 23  | Nikolaus                 | Runddorf    | DVD-Box 1 | |
| 24  | Die Mutprobe             | Runddorf    | DVD-Box 1 | |
| 25  | Schneewittchen           | Runddorf    | DVD-Box 1 | Dies ist das erste Mal, dass die Dorfbewohner ein Stück aufführen, wobei allerdings viel mehr Platz den diversen Pannen um das Stück herum eingeräumt wird. |

### Staffel 4, 1982, Folgen 26–30 (Runddorf-Folgen)
| Nr. | Episodentitel         | Episodenart | Heimvideo | Inhalt / Bemerkungen |
| --- | --------------------- | ----------- | --------- | --- |
| 26  | Krater zu vermieten   | Runddorf    | DVD-Box 1 | Poldi hat seine Krater satt und schmeißt deshalb die Zwillinge aus dem Hausboot, um dort zu wohnen. Dieser Vorfall führt zu einer wilden Häuser-Tauscherei im Dorf. |
| 27  | Wo ist Kasi?          | Runddorf    | DVD-Box 1 | Kasi bleibt in seinem Fahrstuhl stecken und erscheint nicht zum Kastanienfest. Ein Krisenstab wird gebildet und Poldi vorsichtshalber als Tatverdächtiger verhaftet. |
| 28  | Poldi und der Omnibus | Runddorf    | DVD-Box 1 | Die Quietschboys stellen ihr Motorrad als Omnibus zur Verfügung, mit welchem alle Dorfbewohner fahren dürfen. Nur Poldi wird wegen seiner Fresslust ausgeschlossen. |
| 29  | Galys Stein           | Runddorf    | DVD-Box 1 | Galy verliert einen geheimnisvollen Stein, welcher tagsüber verlorene Sachen findet und nachts alle Personen erstarren lässt. Spencer will das Schlimmste verhindern. (Auf der DVD fehlt der Satz „Nicht so hoch!“ von Lisa, was ca. 2 Sekunden ausmacht.)                          |
| 30  | Das Gespenst Irifea   | Runddorf    | DVD-Box 1 | Lulu hat schreckliche Angst vor Gespenstern, weshalb Elvis sie kaum noch allein lassen kann. Nepomuk verkleidet Lisa als Gespenst Irifea, um Lulu zu kurieren. (Auf der DVD gibt es bei der Verabschiedung Tonsprünge, wodurch der Ton asynchron wird. Im Abspann aber nicht mehr). |

### Staffel 5, 1983, Folgen 31–47 (Runddorf-Folgen)
| Nr. | Episodentitel                      | Episodenart | Heimvideo | Inhalt / Bemerkungen |
| --- | ---------------------------------- | ----------- | --------- | --- |
| 31  | Laternegehen                       | Runddorf    | DVD-Box 1 | Während eines Laternenumzugs, taucht plötzlich ein glühendes Monster auf. Dieses versetzt sowohl Poldi, als auch die anderen Dorfbewohner in Angst und Schrecken. |
| 32  | Wörterklau                         | Runddorf    | DVD-Box 1 | Mona und Lisa streiten sich über ein Wort und die Quietschbeus brauchen einen neuen Songtext. Lexi soll helfen, doch dem wird seine Lexiklopädie gestohlen. |
| 33  | Guckida                            | Runddorf    | DVD-Box 1 | Alle Dorfbewohner verfolgen abends gespannt einen Gruselfilm im Fernsehen. Plötzlich bricht im Dorf eine Panik aus. Schuld daran ist Poldi, der sich verfolgt fühlt. |
| 34  | Schatzsuche                        | Runddorf    | DVD-Box 1 | Bei Aufräumungsarbeiten findet Elvis eine Karte, die auf einen Schatz in Nepomuks Schloss hinweist. Trotz Geheimhaltung verbreitet sich die Nachricht schnell im Dorf. |
| 35  | Sechse kommen durch die ganze Welt | Runddorf    | DVD-Box 1 | Spencer und seine Freunde spielen das Märchen der Gebrüder Grimm nach. |
| 36  | Im Traumexpress                    | Runddorf    | DVD-Box 1 | Bei einer Dorfbegehung behauptet Lexi, das Elvis und Lulus Eisenbahnwagon den Namen "Traumexpress" zu unrecht trägt. Daraufhin wird eine Traumreise organisiert. |
| 37  | Winter, Winter                     | Runddorf    | DVD-Box 2 | Mona und Lisa warten sehnsüchtig auf Schnee. Doch als es endlich anfängt zu schneien und nicht mehr aufhören will, steht das gesamte Dorf vor einer Katastrophe. |
| 38  | Spencer will nicht mehr            | Runddorf    | DVD-Box 2 | Spencer hat Fanpost mit Verbesserungsvorschlägen für seine Sendung bekommen. Diese will er auch gleich umsetzten, doch die Quietschbeus rächen sich dafür an ihm. |
| 39  | Denkmalschutz                      | Runddorf    | DVD-Box 2 | Durch eine Denkmalenthüllung wird es im Dorf zur Mode, historische Steine aus der Schlossmauer zu stehlen. Daraufhin entwickelt Nepomuk einen neuen Trend. |
| 40  | Der Schimpfkönig                   | Runddorf    | DVD-Box 2 | Kasi möchte so schön schimpfen können wie Lulu und lässt sich von seinem Freund Nepomuk unterrichten. Unterdessen hat Poldi einen neuen Fress-Trick ersonnen. (Auf der DVD ist eine Szene geschnitten.) |
| 41  | Spencers Musikfestival             | Runddorf    | DVD-Box 2 | Im Dorf laufen Vorbereitungen zu einem großen Musikfest. Doch es gibt noch keinen Veranstaltungsort und die Quietschbeus sind sich nicht einig, ob sie teilnehmen. |
| 42  | Poldi hat Mandelentzündung         | Runddorf    | DVD-Box 2 | Poldi scheint krank zu sein, denn er jammert und stöhnt fürchterlich. Allerdings ist nicht jeder Dorfbewohner davon überzeugt, und so kommt es zu einer Überprüfung. (Auf der DVD ist eine Szene geschnitten.)                                                                                             |
| 43  | Maskenball                         | Runddorf    | DVD-Box 2 | Ein Maskenball findet im Dorf statt. Auch Galy nimmt teil, muss aber leider auch den Unhold Nero mitbringen. Dieser sieht seine Chance gekommen Böses zu treiben. |
| 44  | Ein Zeugnis für Galy               | Runddorf    | DVD-Box 2 | Damit ihr das Raumschiff nicht entzogen wird, muss Galy ein Zeugnis über eine gute Tat erhalten. Doch Dummerweise gibt es momentan nichts im Dorf für Galy zu tun. |
| 45  | Kasis Kastanien                    | Runddorf    | DVD-Box 2 | Aus Rache für Lulus Raffgier gründet Nepomuk eine Sparkasse und verteilt als Währung Kasis Kastanien. Von nun an gibt es nichts mehr umsonst im Dorf. (Das Master wurde während der Lagerung beschädigt, so dass an einigen Stellen Standbilder aus vorherigen Szenen über den Ton gelegt werden mussten.) |
| 46  | Schnitzeljagd                      | Runddorf    |           | Spencer und seine Freunde veranstalten eine spannende Schnitzeljagd. Fast alle Dorfbewohner nehmen teil und müssen sich Spencers knifflige Aufgaben stellen. |
| 47  | Arche Moli                         | Runddorf    | DVD-Box 2 | Seit Tagen regnet es im Dorf. Das Studiodach ist undicht und Nepis Keller läuft voll. Da das Wasser immer weiter steigt, retten sich alle auf das Hausboot der Zwillinge. |

### Staffeln 6–8, 1984, Folgen 48–64
| Nr. | Episodentitel                                  | Episodenart   | Heimvideo | Inhalt / Bemerkungen |
| --- | ---------------------------------------------- | ------------- | --------- | --- |
| 48  | Dornröschen                                    | Runddorf      | DVD-Box 2 | Spencer und seine Freunde spielen das Märchen Dornröschen. Doch nicht jeder ist über seine Rolle so glücklich wie Lisa und Karl-Gustav, die sich küssen dürfen.               |
| 49  | Weibliche Sängerinnen zum Singen gesucht       | Runddorf      | DVD-Box 2 | Die Quietschbeus suchen eine weibliche Stimme und veranstalten ein Casting. Aus diesem geht Zwilling Mona als Siegerin hervor. Lisa und Lulu sind eifersüchtig.               |
| 50  | April, April                                   | Runddorf      |           | Spencer schickt Elvis in den April, indem er von ihm verlangt einen Kreisbogen zu beschaffen. Elvis sucht überall verzweifelt, nach diesem nicht existenten Gegenstand.       |
| 51  | Das muss aber alles ganz riesig schnell gehen  | Runddorf      |           | Lulu ist im Dauerstress. Sie soll gleichzeitig die Tourneekostüme für die Quietschbeus und einen Overall für Lexi schneidern. Elvis fühlt sich von ihr völlig vernachlässigt. |
| 52  | Die Mona ist immer so frech                    | Runddorf      |           | Die Zwillinge haben ihren Fußboden gestrichen und suchen darum eine Unterkunft für eine Nacht. Niemand hat Platz für beide und besonders nicht für die freche Mona.           |
| 53  | Lexis große Liebe                              | Runddorf      |           | Lexi findet ein Liebesgedicht von Lisa an ihre Schwester Mona und glaubt es sei an ihn gerichtet. Daraufhin verliebt er sich so heftig, das er nicht mehr klar denken kann.   |
| 54  | Der Stellvertreter                             | Runddorf      |           | Spencer ist verschwunden und hat jedem Dorfbewohner eine merkwürdige Botschaft hinterlassen. Lulu und Lexi können sich nicht einigen, wer Spencer vertreten soll.             |
| 55  | Die Wahrsagerinnen                             | Runddorf      | DVD-Box 2 | Lisa ärgert sich über die Frechheiten der anderen Dorfbewohner und prophezeit ihnen ein schweres Erdbeben. Ängstlich versuchen sich alle vor dem Unglück zu schützen.         |
| 56  | Das große Quiz                                 | Runddorf      | DVD-Box 2 | Spencer präsentiert eine Quizshow, bei der nicht alles nach Plan verläuft. Nepomuk und Elvis sind beleidigt, und Lexi stellt plötzlich das gesamte Show-Konzept in Frage.     |
| 57  | Drachensteigen                                 | Runddorf      | DVD-Box 2 | Poldi ist Lehrer geworden und zeigt wie man einen stabilen Papierdrachen baut und steigen lässt. Zu gerne möchte er auch selbst fliegen können und übt fleißig dafür.         |
| 58  | Ich bin der Kasi von der Post                  | Runddorf      |           | Wegen seines kaputten Visophons, bittet Spencer Kasi eine Nachricht an Elvis zu überbringen. Und auch andere Dorfbewohner nehmen Kasi als Postbote in Anspruch.               |
| 59  | Die Flöhe sind weg!                            | Runddorf      |           | Um sich eine Vorlage für seine neuste Skulptur "Die fünf sich Kratzenden" zu beschaffen, lässt Nepomuk seine Freunde glauben, sein Flohzirkus wäre entlaufen.                 |
| 60  | Max und Molly und die Sonne                    | Max und Molly | DVD-Box 2 | Die erste Folge, in welcher Max und Molly auftreten. Auf der DVD wird der normale Vor- und Abspann verwendet.                                                                 |
| 61  | Max und Molly und der Regentropfen             | Max und Molly | DVD-Box 2 | |
| 62  | Max und Molly und die Buchstaben               | Max und Molly | DVD-Box 2 | Auf der DVD wird der normale Vor- und Abspann verwendet. |
| 63  | Spencer präsentiert: Das tapfere Schneiderlein | Geschichte    |           | Die erste Folge, wo Spencer ausschließlich eine Geschichte präsentiert. |
| 64  | Spencer präsentiert: Mimosa                    | Geschichte    |           | |

### Staffel 9, 1985, Folgen 65–74
| Nr. | Episodentitel                             | Episodenart | Heimvideo | Inhalt / Bemerkungen |
| --- | ----------------------------------------- | ----------- | --------- | --- |
| 65  | Robin Hood                                | Runddorf    |           | Spencer und seine Freunde spielen die bekannte Sage nach. |
| 66  | Der Steg                                  | Runddorf    |           | Um die streitenden Zwillinge von einander zu trennen, wird heimlich der Steg zum Hausboot abmontiert. Doch dummerweise sind beide Schwestern noch an Bord.             |
| 67  | Die Zwillinge haben übermorgen Geburtstag | Runddorf    |           | Mona strickt für Lisa eine Mütze und Lisa will mit Nepomuks Hilfe ein Hausboot basteln. Doch durch eine Verwechslung verrät Nepi Lisas kreatives Geheimnis.            |
| 68  | Der Fremde                                | Runddorf    |           | Ein mysteriöse Gestalt schleicht durch das Dorf und sucht nach gestohlenen Rollschuhen. Elvis ist misstrauisch und Lulu verliebt sich sogar in den Fremden.            |
| 69  | Unser Dorf wird verkabelt                 | Runddorf    |           | Alle Dorfbewohner bekommen ein Telefon. Nur Nepomuk weigert sich und behindert die Installation der Leitungen. Diese Sturheit wird ihm allerdings zum Verhängnis.      |
| 70  | Wahlkampf                                 | Runddorf    |           | Spencer will einen Dorfsprecher wählen lassen. Ein harter Wahlkampf mit allerlei Tricks und Taktiken wird geführt, wodurch so mancher Kandidat auf der Strecke bleibt. |
| 71  | Elvis weiß nicht wohin                    | Runddorf    |           | Spencer und Lulu wollen für ihre Freunde Herbstgeschenke basteln. Damit Elvis nichts davon mitbekommt, wird er von ihnen weggeschickt. Elvis fühlt sich nutzlos.       |
| 72  | Ein Geschenk für Lexi                     | Runddorf    | DVD-Box 2 | Lexis Lexiklopädie soll gedruckt werden, und er wird einfach nicht fertig. Als Hilfe schenken die Quietschbeus ihm einen Computer. Doch Lexi kann ihn nicht bedienen.  |
| 73  | Drachenjungfrau                           | Runddorf    |           | Während eines Dorffestes verkündet Poldi, dass ihm eine Jungfrau ausgeliefert werden soll, sonst würde er alle fressen. Schweren Herzens wird Lulu auserkoren.         |
| 74  | Sensationen, Sensationen                  | Runddorf    |           | Eine Zeitung soll gegründet werden. Elvis soll der Reporter sein, doch Lulu schnappt ihm den Posten weg. Aus Sensationsgier stachelt sie Poldi an jemanden zu fressen. |

### Staffel 10, 1986, Folgen 75–84
| Nr. | Episodentitel                              | Episodenart | Heimvideo | Inhalt / Bemerkungen |
| --- | ------------------------------------------ | ----------- | --------- | --- |
| 75  | Ferienzeit                                 | Runddorf    | DVD-Box 2 | Alle Dorfbewohner sind in den Urlaub gefahren. Nur Quietschbeu Karl-Gustav nicht, denn er hat den Bus verpasst. Plötzlich kommen zwei Gäste in das verlassene Dorf.   |
| 76  | Immer läßt du mich allein                  | Runddorf    |           | Lisa glaubt, das Mona über die Bordkante des Hausboote gestürzt ist. Voller Sorge macht sie Lexi verrückt, der eigentlich mit ihr Vogelstimmen aufnehmen wollte.      |
| 77  | Krach im Studio                            | Runddorf    |           | Elvis will mit Lulu zu einen Spaziergang machen, doch Spencer überredet sie bei den Quietschbeus zu tanzen. Elvis und Spencer geraten darüber in schlimmen Streit.    |
| 78  | Was rumpelt und pumpelt im Krater herum?   | Runddorf    |           | In Poldis Kratern sind Geräusche zu hören. Während die Dorfbewohner mit einem Ausbruch rechnen und eine Evakuierung planen, geht Kasi der Sache auf den Grund.        |
| 79  | Finderlohn                                 | Runddorf    |           | Spencer verliert im Wald seine Mütze, und gerade die braucht Nepomuk für eine Überraschung. Sowohl Spencer, als auch Nepomuk setzten einen Finderlohn aus.            |
| 80  | Wir proben die Zauberflöte                 | Runddorf    |           | Spencer und seine Freunde wollen eine Oper von Wolfgang Amadeus Mozart aufführen. Aber bis zur Premiere gibt es noch viele Probleme zu bewältigen.                    |
| 81  | Spencers Flötenzauber                      | Runddorf    |           | Es ist soweit: Spencer und seine Freunde spielen Mozarts "Die Zauberflöte".                                                                                           |
| 82  | Lulus große Modenschau                     | Runddorf    |           | Poldi ist traurig, weil er nicht mehr bei Lulus Modenschau mitmachen darf. Galaktika rät ihm eine Reinigung zu eröffnen und Lulu nimmt diese auch gleich in Anspruch. |
| 83  | Fürst Nepomuk                              | Runddorf    |           | Spencer und Elvis verbreiten zum Scherz das Gerücht, dass Nepi ein echter Fürst sei. Daraufhin veranstalten die Dorfbewohner ein höfisches Konzert in Kostümen.       |
| 84  | Ich mach' die Augen zu, da hör' ich besser | Runddorf    |           | Poldi leidet unter Augapfelheuschnupfen, einer Krankheit die viel Pflege und Aufmerksamkeit verlangt. Allerdings ist Poldi kein besonders geduldiger Patient.         |

### Staffel 11–13, 1987, Folgen 85–97
| Nr. | Episodentitel                                 | Episodenart   | Heimvideo | Inhalt / Bemerkungen |
| --- | --------------------------------------------- | ------------- | --------- | --- |
| 85  | Null Bock auf Text                            | Runddorf      | DVD-Box 2 | Die Quietschbeus haben schon seit einiger Zeit keine Fanpost mehr bekommen. Also wollen sie ihre Show ändern und singen fragwürdige Texte von Kasis Balkon herunter. |
| 86  | Sturm im Dorf                                 | Runddorf      | DVD-Box 2 | Eine Windhose beschädigt das Hausboot der Zwillinge und weht Papiere von Lexi und Elvis auf Nepis Söller. Das führt dazu, dass alle Sturmopfer das Schloss stürmen.  |
| 87  | Kasi braucht Hilfe                            | Runddorf      |           | (Aufgrund der schweren Krankheit bzw. des Todes des Kasi-Spielers wurde diese Folge nicht fertig gestellt. Sie wurde daher nie gesendet!)                            |
| 88  | Wie alles begann                              | Max und Molly | DVD-Box 2 | Die Einführungsgeschichte von Max und Molly, welche erst nach ihren ersten Folgen nachgetragen wurde.                                                                |
| 89  | Wo ist Kasis Milch geblieben?                 | Max und Molly | DVD-Box 2 | |
| 90  | Das seltsame Orchester                        | Max und Molly | DVD-Box 2 | |
| 91  | Das Ende des Regenbogens                      | Max und Molly | DVD-Box 2 | |
| 92  | Stromausfall im Studio                        | Max und Molly | DVD-Box 2 | |
| 93  | Max in Gips                                   | Max und Molly | DVD-Box 2 | |
| 94  | Das Spiegelrätsel                             | Max und Molly | DVD-Box 2 | |
| 95  | Spencer präsentiert: Der kleine Muck – Teil 1 | Geschichte    |           | In drei Folgen wird der Spielfilm Der kleine Muck von 1953 gezeigt.                                                                                                  |
| 96  | Spencer präsentiert: Der kleine Muck – Teil 2 | Geschichte    |           | Fortsetzung der letzten Folge. |
| 97  | Spencer präsentiert: Der kleine Muck – Teil 3 | Geschichte    |           | Letzter Teil der Filmpräsentation. |

### Staffel 14–15, 1988, Folgen 98–114
| Nr. | Episodentitel                                                           | Episodenart | Heimvideo | Inhalt / Bemerkungen                    |
| --- | ----------------------------------------------------------------------- | ----------- | --------- | --------------------------------------- |
| 98  | Der dreckige Prinz                                                      | Runddorf    | DVD-Box 2 |                                         |
| 99  | Wir fahren nach Amerika                                                 | Runddorf    | DVD-Box 2 |                                         |
| 100 | Ein Freund aus China                                                    | Runddorf    |           |                                         |
| 101 | Elvis wird heut' nicht gebraucht                                        | Runddorf    | DVD-Box 2 |                                         |
| 102 | Wenn der Nepi schon mal angelt                                          | Runddorf    |           |                                         |
| 103 | Ein Schloss für alle                                                    | Runddorf    | DVD-Box 2 |                                         |
| 104 | Wir spielen Die Märchen des Odysseus                                    | Runddorf    |           |                                         |
| 105 | Siehste!                                                                | Runddorf    |           |                                         |
| 106 | Poldi haut drauf                                                        | Runddorf    | DVD-Box 2 |                                         |
| 107 | Wer quatscht denn dauernd dazwischen                                    | Runddorf    | DVD-Box 2 | Die letzte Folge, in der Nero auftritt. |
| 108 | Ein Lied – Ein Song                                                     | Runddorf    | DVD-Box 2 |                                         |
| 109 | Wie das Elefantenkind seinen Rüssel bekam                               | Geschichte  |           |                                         |
| 110 | Wie das Rhinozeros seine runzlige Haut und das Kamel seine Höcker bekam | Geschichte  |           |                                         |
| 111 | Der standhafte Zinnsoldat                                               | Geschichte  |           |                                         |
| 112 | Das hässliche Entlein                                                   | Geschichte  |           |                                         |
| 113 | Die Nachtigall                                                          | Geschichte  |           |                                         |
| 114 | Der kleine Weihnachtsbär                                                | Geschichte  |           |                                         |

### Staffel 16–17, 1989, Folgen 115–133
| Nr. | Episodentitel                                  | Episodenart | Heimvideo | Inhalt / Bemerkungen                                                                     |
| --- | ---------------------------------------------- | ----------- | --------- | ---------------------------------------------------------------------------------------- |
| 115 | Poldi kann nicht schlafen – Nepomuk auch nicht | Runddorf    |           |                                                                                          |
| 116 | Warum rufst du immer Galy?                     | Runddorf    | DVD-Box 3 |                                                                                          |
| 117 | Wer ist die Nummer 1?                          | Runddorf    | DVD-Box 3 |                                                                                          |
| 118 | Der englische Rasen                            | Runddorf    | DVD-Box 3 |                                                                                          |
| 119 | Ich doch nicht                                 | Runddorf    | DVD-Box 3 |                                                                                          |
| 120 | Eine Million für MONALISA                      | Runddorf    |           |                                                                                          |
| 121 | Ich will hier wohnen                           | Runddorf    |           |                                                                                          |
| 122 | Dir oder Dich?                                 | Runddorf    | DVD-Box 3 |                                                                                          |
| 123 | Denkste                                        | Runddorf    | DVD-Box 3 |                                                                                          |
| 124 | Da glitzert was                                | Runddorf    |           |                                                                                          |
| 125 | Der blinde Passagier                           | Runddorf    | DVD-Box 3 |                                                                                          |
| 126 | Das Poldimeter                                 | Runddorf    | DVD-Box 3 |                                                                                          |
| 127 | Hau ab, du störst!                             | Runddorf    |           |                                                                                          |
| 128 | Wir spielen: Die Schildbürger                  | Runddorf    | DVD-Box 3 | Anstelle des normalen Abspanns wird hier ein spezieller Abspann für diese Folge genutzt. |
| 129 | Zacharias und die Schneemänner                 | Stadt       | DVD-Box 3 | Die erste Folge, welche in der benachbarten Stadt bzw. in der „Hallerstraße“ spielt.     |
| 130 | Die Sommerparty                                | Stadt       | DVD-Box 3 |                                                                                          |
| 131 | Herbstlaub                                     | Stadt       | DVD-Box 3 |                                                                                          |
| 132 | Märchenraten                                   | Stadt       | DVD-Box 3 |                                                                                          |
| 133 | Die Nikolausfalle                              | Stadt       | DVD-Box 3 |                                                                                          |

### Staffel 18–19, 1990, Folgen 134–157
| Nr. | Episodentitel                                 | Episodenart | Heimvideo | Inhalt / Bemerkungen                                                                                              |
| --- | --------------------------------------------- | ----------- | --------- | --- |
| 134 | Warteliste                                    | Runddorf    | DVD-Box 3 | |
| 135 | Die Wette                                     | Runddorf    | DVD-Box 3 | |
| 136 | Das macht jetzt alles Egi                     | Runddorf    | DVD-Box 3 | |
| 137 | Egi und Nepi                                  | Runddorf    | DVD-Box 3 | |
| 138 | Spencer-Nachrichten                           | Runddorf    | DVD-Box 3 | Die Tonspur ist auf der DVD fehlerhaft. In den letzten ca. zwei Minuten bricht der Ton ab und es herrscht Stille. |
| 139 | Die Quietschpiraten                           | Runddorf    | DVD-Box 3 | Die Tonspur ist auf der DVD fehlerhaft. In den letzten ca. zwei Minuten bricht der Ton ab und es herrscht Stille. |
| 140 | Zwillinge und Wassermänner                    | Runddorf    | DVD-Box 3 | |
| 141 | Ich weiß, wer du bist                         | Runddorf    | DVD-Box 3 | |
| 142 | Lexi und Giovanna                             | Runddorf    | DVD-Box 3 | |
| 143 | Der große Radiergummidiebstahl                | Runddorf    | DVD-Box 3 | |
| 144 | Gelefeheilefeimspralefachelefe                | Runddorf    | DVD-Box 3 | |
| 145 | Wir spielen: Der Wolf und die sieben Geißlein | Runddorf    | DVD-Box 3 | |
| 146 | Schreib' mal wieder                           | Runddorf    | DVD-Box 3 | |
| 147 | Die Quietschbeu-Hitparade                     | Stadt       | DVD-Box 3 | |
| 148 | Unser Dorf                                    | Stadt       | DVD-Box 3 | |
| 149 | Die Leute aus der Stadt                       | Stadt       | DVD-Box 3 | |
| 150 | Beruferaten                                   | Stadt       | DVD-Box 3 | |
| 151 | Hasen jagen, Haken schlagen                   | Stadt       | DVD-Box 3 | |
| 152 | Aus dem Urlaub zurück                         | Stadt       | DVD-Box 3 | |
| 153 | Die Stadt steht Kopf                          | Stadt       | DVD-Box 3 | |
| 154 | Sommermärchen                                 | Stadt       | DVD-Box 3 | |
| 155 | Zachis Silvestergeschichte                    | Stadt       | DVD-Box 3 | |
| 156 | Ein Schneemann auf Reisen                     | Stadt       |           | |
| 157 | Winterträume                                  | Stadt       |           | |

### Staffel 20–21, 1991, Folgen 158–176
| Nr. | Episodentitel                                | Episodenart | Heimvideo | Inhalt / Bemerkungen |
| --- | -------------------------------------------- | ----------- | --------- | -------------------- |
| 158 | Hilfe, Post von Vetter Sylvester             | Stadt       |           |                      |
| 159 | Das ist doch kein Unglück                    | Stadt       |           |                      |
| 160 | Wo ist die Kiste?                            | Stadt       |           |                      |
| 161 | Picknick mit Elvis                           | Stadt       |           |                      |
| 162 | Karl-Gustav sucht einen Song                 | Stadt       |           |                      |
| 163 | Poldi hat Dresche bekommen                   | Stadt       |           |                      |
| 164 | Sind wir nun Brüder, oder was?               | Runddorf    |           |                      |
| 165 | Egis Hinkelstein                             | Runddorf    |           |                      |
| 166 | Alles dir zuliebe                            | Runddorf    |           |                      |
| 167 | Ich zieh' heut' mal was and'res an           | Runddorf    |           |                      |
| 168 | Spencer macht auch nicht immer alles richtig | Runddorf    |           |                      |
| 169 | Zwei böse Buben                              | Runddorf    |           |                      |
| 170 | Das Quietschical                             | Runddorf    |           |                      |
| 171 | Morgens um sieben im Spencer-Dorf            | Runddorf    |           |                      |
| 172 | Wo ist mein Bett?                            | Runddorf    |           |                      |
| 173 | Wie heiße ich?                               | Runddorf    |           |                      |
| 174 | Flohmarkt                                    | Runddorf    |           |                      |
| 175 | Pin-Wand-Malerei                             | Runddorf    |           |                      |
| 176 | Poldis Bilderbuch                            | Runddorf    |           |                      |

### Staffel 22–23, 1992, Folgen 177–200
| Nr. | Episodentitel                                   | Episodenart      | Heimvideo | Inhalt / Bemerkungen                                                                                           |
| --- | ----------------------------------------------- | ---------------- | --------- | --- |
| 177 | Spencer und der Rattenrock                      | Geschichte/Stadt |           | |
| 178 | Wie das Vergißmeinnicht seinen Namen bekam      | Geschichte/Stadt |           | |
| 179 | Der vergessliche Mann                           | Geschichte/Stadt |           | |
| 180 | Geschmackssache mein Lieber                     | Geschichte/Stadt |           | |
| 181 | Die Geschichte von der Stadt- und der Landratte | Geschichte/Stadt |           | |
| 182 | Warum der Fliegenpilz so giftig ist             | Geschichte/Stadt |           | |
| 183 | Das singende Glas                               | Geschichte/Stadt |           | |
| 184 | Ernst, der Pausenclown                          | Geschichte/Stadt |           | |
| 185 | Das war doch nur Spaß                           | Geschichte/Stadt |           | |
| 186 | Ein Kessel Buntes                               | Geschichte/Stadt |           | |
| 187 | Das läuft ja wie geschmiert                     | Geschichte/Stadt |           | |
| 188 | Alles Müll                                      | Runddorf         |           | |
| 189 | Heute kochst du!                                | Runddorf         |           | |
| 190 | Die Teilung                                     | Runddorf         |           | |
| 191 | Wir spielen Dolles                              | Runddorf         |           | Diese Folge ist eine Parodie auf die Handlungsabläufe, sowie auf diverse technische Details der Serie Dallas.  |
| 192 | Mona, Zöpfe, blond, enter                       | Runddorf         |           | |
| 193 | Sagt man doch so!                               | Runddorf         |           | |
| 194 | Nepi kriegt Besuch                              | Runddorf         |           | |
| 195 | Das ist mein gutes Recht                        | Runddorf         |           | |
| 196 | Lexi muss ran!                                  | Runddorf         |           | |
| 197 | Powian oder das Windkind                        | Runddorf         |           | |
| 198 | Die Mückenscheuche                              | Runddorf         |           | |
| 199 | Poldi und Pummelzacken                          | Runddorf         |           | Der erste Auftritt von Poldis Freundin Pummelzacken, welche v. a. in der Jungdrachenschule zu sehen sein wird. |
| 200 | Ein Indianer kennt keinen Schmerz               | Runddorf         |           | |

### Staffel 24–26, 1993, Folgen 201–224
| Nr. | Episodentitel                              | Episodenart       | Heimvideo | Inhalt / Bemerkungen |
| --- | ------------------------------------------ | ----------------- | --------- | -------------------- |
| 201 | Wie die Schnecke zu ihrem Haus kam         | Geschichte/Stadt  |           |                      |
| 202 | Warum die Giraffe einen so langen Hals hat | Geschichte/Stadt  |           |                      |
| 203 | Wie der Igel zu seinen Stacheln kam        | Geschichte/Stadt  |           |                      |
| 204 | Wie die Muschel das Meeresrauschen einfing | Geschichte/Stadt  |           |                      |
| 205 | Wie der Hase seine Blume bekam             | Geschichte/Stadt  |           |                      |
| 206 | Wie der Pinguin seinen Frack bekam         | Geschichte/Stadt  |           |                      |
| 207 | Superpoldis Absturz                        | Jungdrachenschule |           |                      |
| 208 | Poldiogenes in der Tonne                   | Jungdrachenschule |           |                      |
| 209 | Das Jungdrachenschulfest                   | Jungdrachenschule |           |                      |
| 210 | Musik mit Hindernissen                     | Jungdrachenschule |           |                      |
| 211 | Drachenüberraschungstag                    | Jungdrachenschule |           |                      |
| 212 | Für uns nur vom Feinsten                   | Runddorf          |           |                      |
| 213 | Seid ihr alle da?                          | Runddorf          |           |                      |
| 214 | Das schaffen wir doch glatt!               | Runddorf          |           |                      |
| 215 | Wieso Bahnhof?                             | Runddorf          |           |                      |
| 216 | Ein Riesen-Pilz-Gericht                    | Runddorf          |           |                      |
| 217 | Bett auf Büchern                           | Runddorf          |           |                      |
| 218 | Du musst dich entscheiden                  | Runddorf          |           |                      |
| 219 | Ist Spencer hier?                          | Runddorf          |           |                      |
| 220 | Einmal hopp ist hopp                       | Runddorf          |           |                      |
| 221 | Wieviel Zacken hat die Pummel?             | Runddorf          |           |                      |
| 222 | Der Stuhl vor der Tür                      | Runddorf          |           |                      |
| 223 | Alle träumen heut' so laut                 | Runddorf          |           |                      |
| 224 | Wir spielen die Weihnachtsgeschichte       | Runddorf          |           |                      |

### Staffel 27, 1994, Folgen 225–237
| Nr. | Episodentitel                      | Episodenart | Heimvideo | Inhalt / Bemerkungen                                                                                                |
| --- | ---------------------------------- | ----------- | --------- | --- |
| 225 | Wir spielen: Ein Sommernachtstraum | Runddorf    |           | |
| 226 | Poldi wird böse                    | Runddorf    |           | |
| 227 | Lexi schreibt eine Geschichte      | Runddorf    |           | |
| 228 | Wir Deerns von der Waterkant       | Runddorf    |           | |
| 229 | Schloßcafé Zur Glocke              | Runddorf    |           | |
| 230 | Spencer schaukelt im Wind          | Runddorf    |           | |
| 231 | Mensch, Lulu!                      | Runddorf    |           | |
| 232 | Lass' mich ja nicht in Ruhe        | Runddorf    |           | |
| 233 | Buchstaberitis                     | Runddorf    |           | |
| 234 | Zähl' mal die Kakteenstacheln!     | Runddorf    |           | |
| 235 | Kasi fällt ins Sommerloch          | Runddorf    |           | |
| 236 | Karneval in Rio                    | Runddorf    |           | |
| 237 | Der Wetterstein                    | Runddorf    |           | Die allerletzte Folge, welche im Runddorf spielt. Das Runddorf wurde danach aus Kostengründen nicht mehr verwendet. |

### Staffel 28, 1995, Folgen 238–249
| Nr. | Episodentitel               | Episodenart | Heimvideo   | Inhalt / Bemerkungen |
| --- | --------------------------- | ----------- | ----------- | --- |
| 238 | Die Überraschung            | Magazin     | DVD Fan-Box | Die erste Folge nach dem Ende des Runddorfs. Es gibt auch einen völlig neuen Vor- und Abspann, bestehend aus Stock-Footage mit animierten Passagen. |
| 239 | Einmal Urlaub und zurück    | Magazin     | DVD Fan-Box | |
| 240 | Kleider für die Leute       | Magazin     | DVD Fan-Box | |
| 241 | Das Geschenk                | Magazin     | DVD Fan-Box | |
| 242 | Steinzeit                   | Magazin     | DVD Fan-Box | |
| 243 | Wo sind all die Blumen her? | Magazin     | DVD Fan-Box | |
| 244 | L wie Lulu                  | Magazin     | DVD Fan-Box | |
| 245 | Von Fall zu Fall            | Magazin     | DVD Fan-Box | |
| 246 | Das Wiedersehen             | Magazin     | DVD Fan-Box | |
| 247 | Warum immer Wladimir?       | Magazin     | DVD Fan-Box | |
| 248 | Wahre Freundschaft          | Magazin     | DVD Fan-Box | |
| 249 | Jeder hat hier was zu sagen | Magazin     | DVD Fan-Box | |

### Staffel 29, 2000, Folgen 250–262
| Nr. | Episodentitel                           | Episodenart     | Heimvideo   | Inhalt / Bemerkungen |
| --- | --------------------------------------- | --------------- | ----------- | --- |
| 250 | Moritz hat den Mond geklaut             | Puppenwerkstatt | DVD Fan-Box | Revival nach mehreren Jahren Pause. Allerdings hat sich die Handlung zu einem bizarren Meta-Humor verschoben, was auch am Handlungsort zu sehen ist. |
| 251 | Eselsbrücken                            | Puppenwerkstatt | DVD Fan-Box | |
| 252 | Wer passt auf meinen Gipsy auf?         | Puppenwerkstatt | DVD Fan-Box | |
| 253 | Das grüne Gespenst                      | Puppenwerkstatt | DVD Fan-Box | |
| 254 | Eine Krone für Kasi                     | Puppenwerkstatt | DVD Fan-Box | |
| 255 | Kann ich das haben?                     | Puppenwerkstatt | DVD Fan-Box | |
| 256 | Noch ein Traumexpress                   | Puppenwerkstatt | DVD Fan-Box | |
| 257 | Der Bettlakengeist                      | Puppenwerkstatt | DVD Fan-Box | |
| 258 | Das Betthupferl                         | Puppenwerkstatt | DVD Fan-Box | |
| 259 | Ich glaub' es knackt                    | Puppenwerkstatt | DVD Fan-Box | |
| 260 | Wenn der Postmann nachts nicht klingelt | Puppenwerkstatt | DVD Fan-Box | |
| 261 | Gedankenspaziergang                     | Puppenwerkstatt | DVD Fan-Box | |
| 262 | Was fällt dir ein?                      | Puppenwerkstatt | DVD Fan-Box | |

### Staffel 30, 2001, Folgen 263–275
| Nr. | Episodentitel                     | Episodenart   | Heimvideo   | Inhalt / Bemerkungen |
| --- | --------------------------------- | ------------- | ----------- | --- |
| 263 | Spencer und die Dorfzeitung       | Plastikstudio | DVD Fan-Box | Der letzte Versuch, die Serie zu produzieren. Durch das billig wirkende Imitatstudio in der Staffel und die niedrigen Produktionswerte misslang der Versuch jedoch. |
| 264 | Wenn der Hahn kräht               | Plastikstudio | DVD Fan-Box | |
| 265 | Hier fühl' ich mich zu Haus       | Plastikstudio | DVD Fan-Box | |
| 266 | Poldis Daumenkino                 | Plastikstudio | DVD Fan-Box | |
| 267 | Das Hausboot hat ein Leck         | Plastikstudio | DVD Fan-Box | |
| 268 | Das kriegen wir so nicht gebacken | Plastikstudio | DVD Fan-Box | |
| 269 | Tierische Musik                   | Plastikstudio | DVD Fan-Box | |
| 270 | Was ist mit mir?                  | Plastikstudio | DVD Fan-Box | |
| 271 | Poldi fühlt sich ganz allein      | Plastikstudio | DVD Fan-Box | |
| 272 | Das Dauerregenspiel               | Plastikstudio | DVD Fan-Box | |
| 273 | Ich fühl' mich wie ein König      | Plastikstudio | DVD Fan-Box | |
| 274 | Poldi weiß eine Menge!            | Plastikstudio | DVD Fan-Box | |
| 275 | Poldi und Mucki                   | Plastikstudio | DVD Fan-Box | Die allerletzte produzierte Folge. |

## Verfilmung
Am 13. Dezember 2024 wurde der für das ZDF produzierte Fernsehfilm Hallo Spencer – Der Film vorab in der Mediathek veröffentlicht. Der Moderator Jan Böhmermann schrieb das Drehbuch mit Tim Wolff und Elias Hauck, produzierte ihn und spielte eine Nebenrolle. Die Handlung orientiert sich an biographischen Motiven von Winfried Debertin und Angelika Paetow.